# Griekse voet

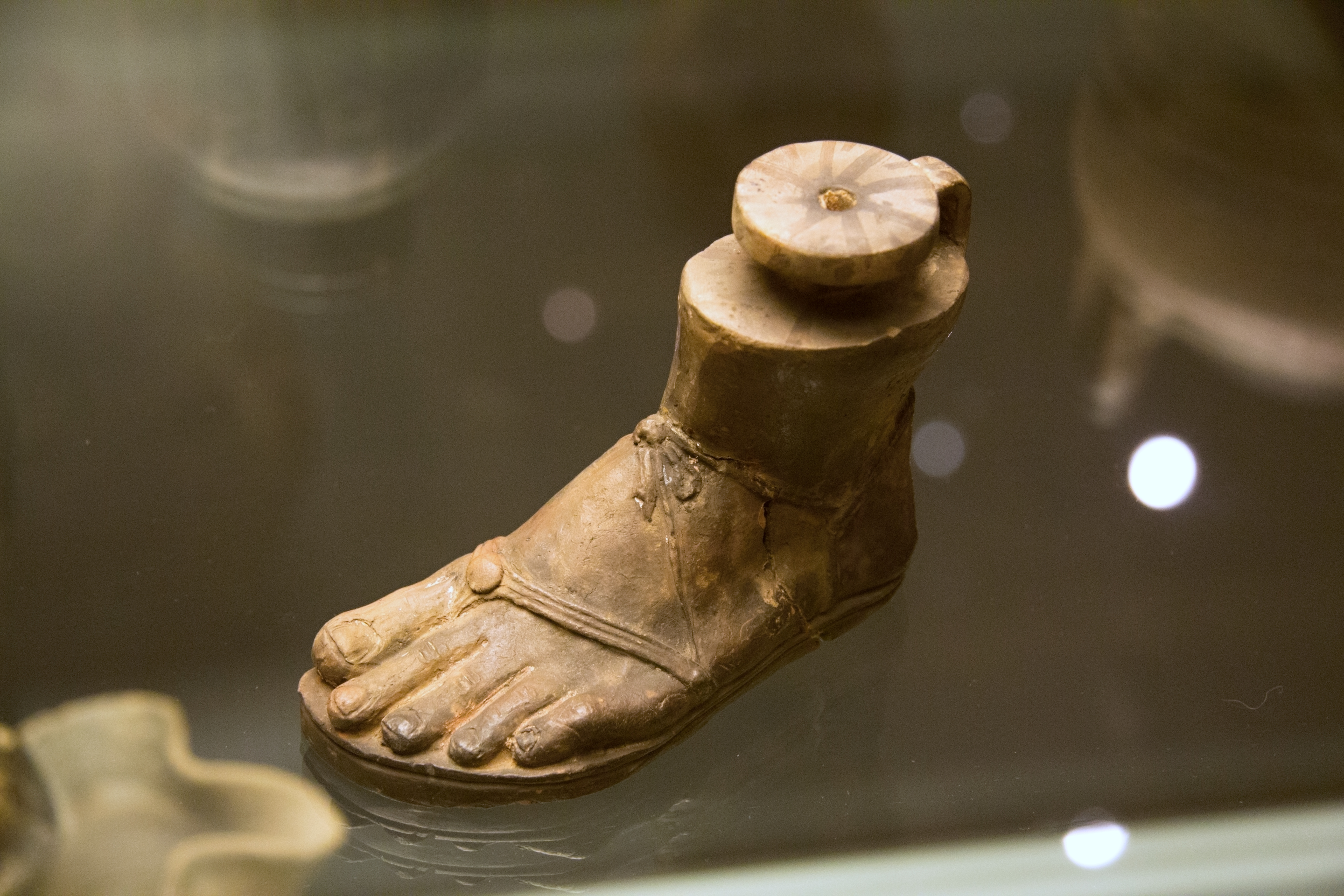
Een oud-Grieks vat uit de 16e eeuw v.Chr. in de vorm van een "Griekse voet"

Een Griekse voet is een voet waarbij de tweede teen langer is dan de grote teen. Dit in contrast met een zogenaamde Egyptische voet, waarbij de grote teen het langst is.
In de Griekse beeldhouwkunst werd een Griekse voet als een schoonheidsideaal gezien. Dit werd overgenomen door de Romeinen en bleef zo tot in de renaissance en later. Zo heeft bijvoorbeeld het Vrijheidsbeeld in New York een Griekse voet.

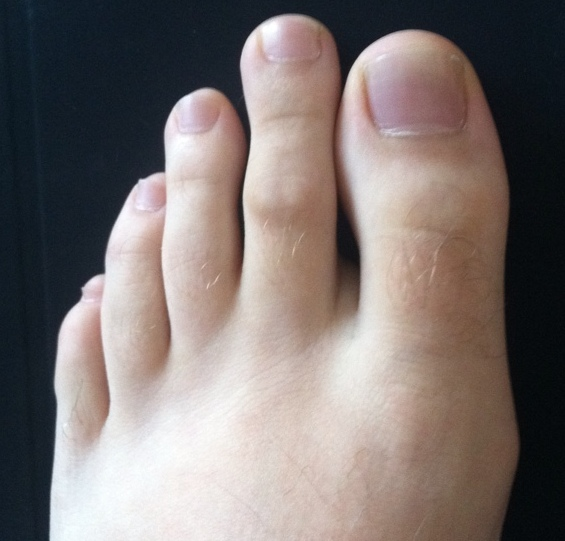
Griekse voet bovenzijde.